# 高野瀬忠明
高野瀬 忠明（こうのせ ただあき、1946年7月26日 - ）は、日本の経営者。雪印メグミルク元社長、雪印乳業元社長、日本酪農乳業協会元会長。

## 略歴
- 宮崎県西諸県郡高原町出身。宮崎大宮高校から宮崎大学農学部卒業[1]。
- 1970年雪印乳業入社[1]
- 2002年6月雪印乳業代表取締役社長就任[2]
- 2009年10月雪印メグミルク代表取締役社長[2]
- 2011年4月雪印メグミルク取締役相談役[2]
- 2011年6月雪印メグミルク特別相談役[2]、日本酪農乳業協会会長[3]
- 2011年9月国立大学法人宮崎大学経営協議会委員[2]
- 2014年6月26日雪印メグミルク相談役退任
- 2014年6月27日大塚ホールディングス社外取締役就任[2]